# Фоменко, Виталий Васильевич
Фоменко Виталий Васильевич (13 октября 1929, СССР — 2003, Санкт-Петербург) — российский советский живописец, член Санкт-Петербургского Союза художников (до 1992 года — Ленинградской организации Союза художников РСФСР).

## Биография
Виталий Васильевич Фоменко родился 13 октября 1929 года. В 1952—1958 учился на живописном факультете Ленинградского института живописи, скульптуры и архитектуры имени И. Е. Репина у П. П. Белоусова, Л. В. Худякова, В. В. Соколова, А. Д. Зайцева, Б. В. Иогансона. В 1958 году окончил институт по мастерской профессора Б. В. Иогансона с присвоением квалификации художника живописи. Дипломная работа — картина «Песня».
Участвовал в выставках с 1958 года, экспонируя свои работы вместе с произведениями ведущих мастеров изобразительного искусства Ленинграда. Писал жанровые и исторические картины, пейзажи, портреты. В 1959 женился на сокурснице по институту художнице З. Н. Бызовой. В 1966 году был принят в члены Ленинградского Союза художников. Автор картин «Пейзаж» (1962), «Думы» (1964), «В родных краях» (1965), «Заочники» (1975) и других.
Скончался в Санкт-Петербурге в 2003 году. 
Произведения В. В. Фоменко находятся в музеях и частных собраниях в России, Франции, Великобритании, Финляндии и других странах.

## Выставки
Выставки с участием Фоменко Виталия Васильевича:
- 1962 год (Ленинград): «Осенняя выставка произведений ленинградских художников».
- 1964 год (Ленинград): Ленинград. Зональная выставка.
- 1975 год (Ленинград): Наш современник. Зональная выставка произведений ленинградских художников.